# Geograf (Vermeer)
Geograf (nizozemsky De geograaf) je barokní portrétní obraz nizozemského malíře Jana Vermeera namalovaný kolem let 1668–1669. Jedná se o olejomalbu na plátně s rozměry 52 cm × 45,5 cm. Obraz je uložen ve Städelově muzeu.
Portréty vědců byly oblíbeným tématem holandského malířství 17. století. Vermeer krom tohoto obrazu namaloval ještě obraz Astronom a předpokládá se, že oba tyto obrazy vyobrazují stejného muže, přičemž to může být Antoni van Leeuwenhoek. V roce 2017 bylo prokázáno, že plátna pro oba obrazy jsou ze stejného materiálu.
Obraz představuje geografa. Ten je oblečený v rouchu japonského stylu, který byl v té době mezi učenci oblíbený. Na skříni má globus (od Jodoca Hondiuse), na stole jsou mapy. V levé ruce drží knihu, v pravé kružítko.

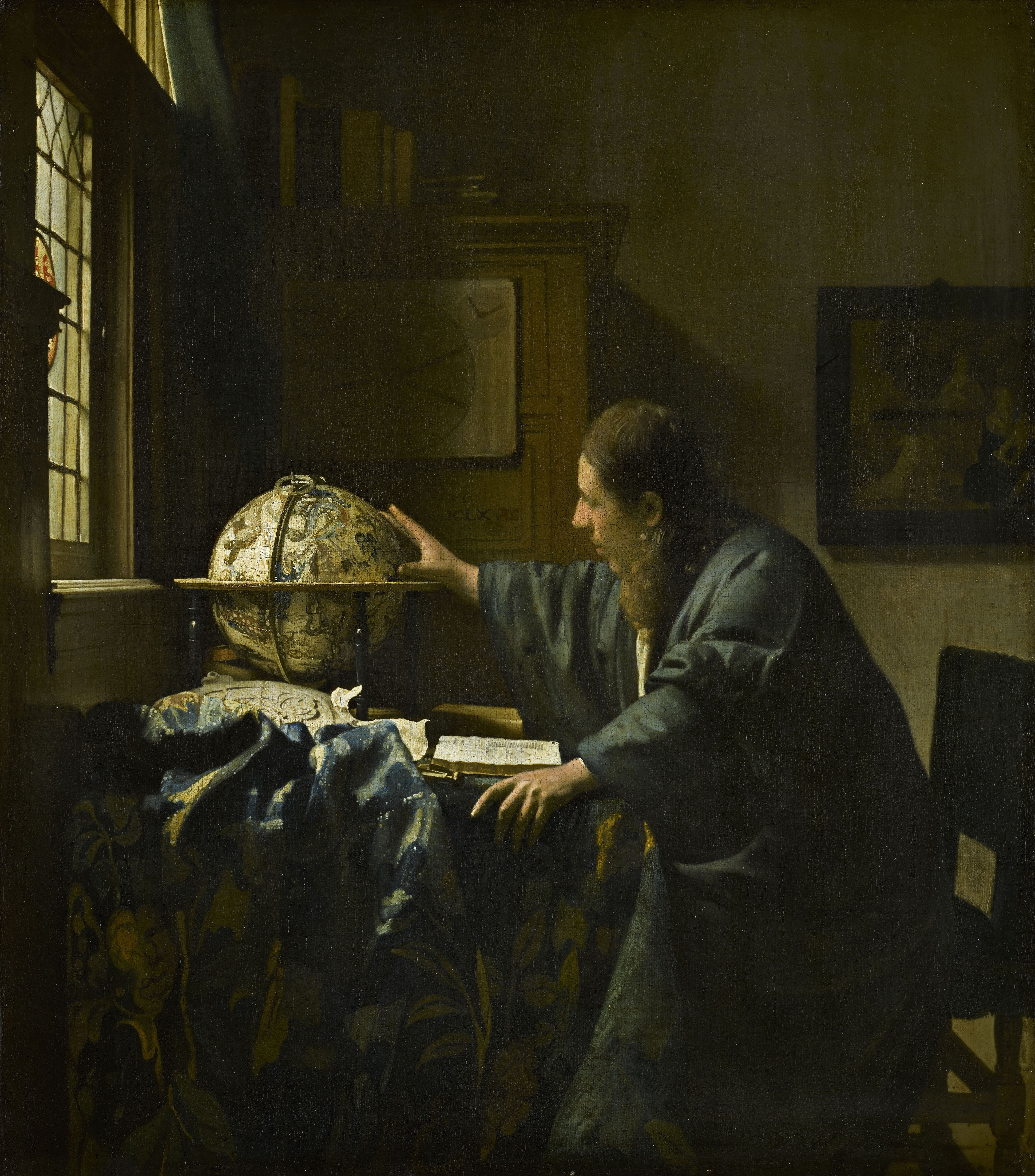
Malba Astronom stejného malíře

## Provenience
Dne 27. dubna 1713 byl tento obraz společně s obrazem Astronom v Rotterdamu prodán, a to neznámému sběrateli, přičemž tímto kupcem mohl být Hendrik Sorgh. V jeho pozůstalostech byly totiž dne 28. března 1720 při prodeji jeho majetku nalezeny i obrazy Astronom a Geograf. Později tento obraz vystřídal několik majitelů, až byl v roce 1885 prodán Städelově muzeu.